# Eucera spectabilis
Eucera spectabilis är en biart som först beskrevs av Ferdinand Morawitz 1875.
Eucera spectabilis ingår i släktet långhornsbin och familjen långtungebin. Inga underarter finns listade i Catalogue of Life.